# Green Bay Packers 2006
La stagione 2006 dei Green Bay Packers è stata la 86ª della franchigia nella National Football League. Nella prima stagione di Mike McCarthy come capo-allenatore la squadra migliorò il record di 4-12 della stagione precedente, salendo a 8-8. La squadra tuttavia non si qualificò ai playoff per il secondo anno consecutivo.

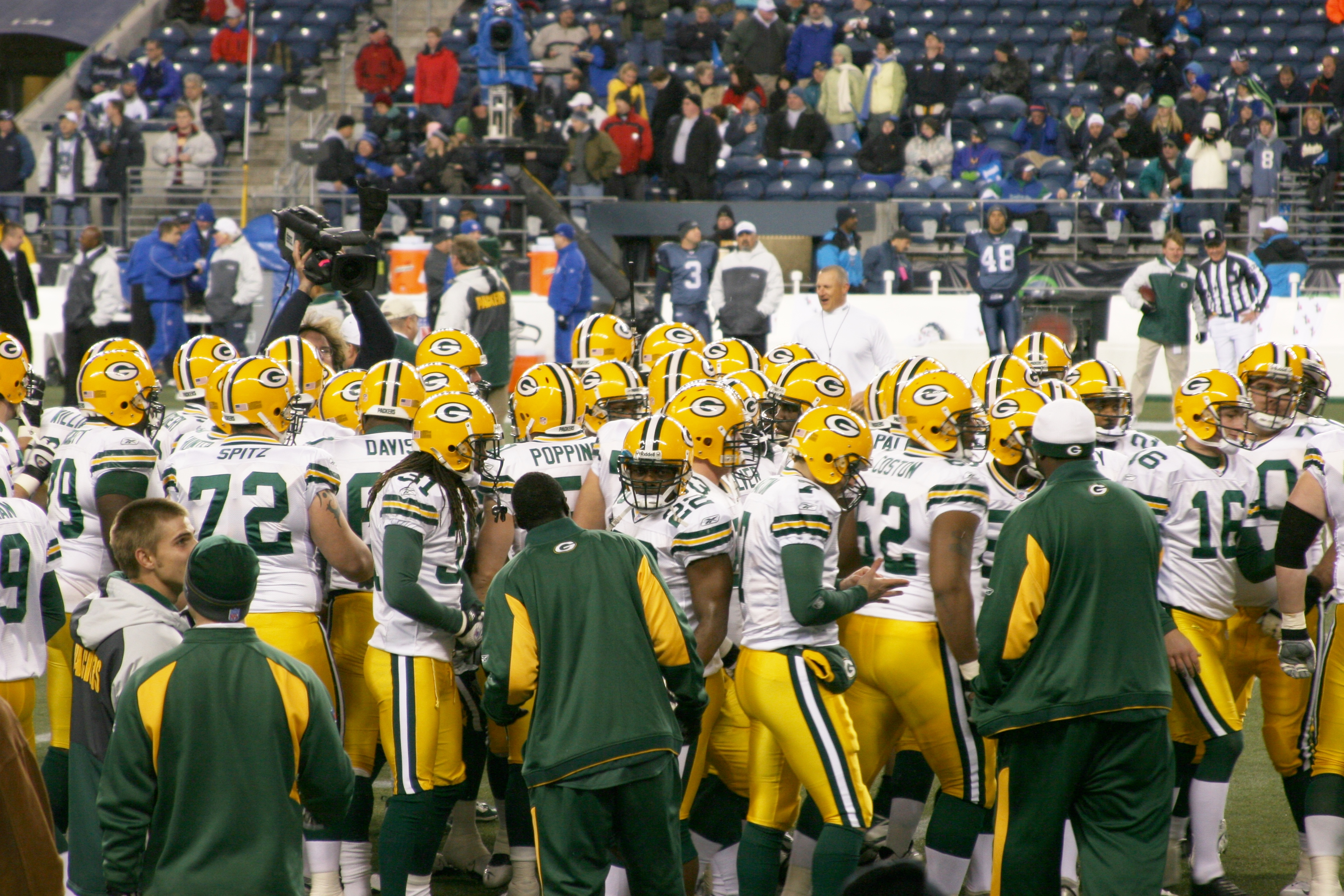
I giocatori di Green Bay a Seattle nella settimana 12

## Roster
| Roster dei Green Bay Packers nel 2006 |
| --- |
| Quarterback - Todd Bouman - Brett Favre - Ingle Martin Running Back - Ahman Green - William Henderson FB - Noah Herron - Brandon Miree FB - Vernand Morency - P.J. Pope Wide Receiver - Shaun Bodiford - Donald Driver - Chris Francies - Carlyle Holiday - Greg Jennings - Ruvell Martin - Koren Robinson Tight End - Bubba Franks - Donald Lee - David Martin Offensive Linemen - Chad Clifton T - Daryn Colledge G - Tony Moll T - Tony Palmer G - Jason Spitz G - Mark Tauscher T - Tyson Walter C - Scott Wells C Defensive Linemen - Colin Cole DT - Kabeer Gbaja-Biamila DE - Jason Hunter DE - Cullen Jenkins DE - Aaron Kampman DE - Michael Montgomery DE - Ryan Pickett DT - Corey Williams DT Linebacker - Nick Barnett ILB - A.J. Hawk OLB - Brady Poppinga OLB - Ben Taylor ILB - Tracy White OLB Defensive Back - Atari Bigby SS - Will Blackmon CB - Jarrett Bush CB - Nick Collins FS - Tyrone Culver S - Al Harris CB - Marquand Manuel SS - Charlie Peprah SS - Charles Woodson CB Special Team - Rob Davis LS - Dave Rayner K - Jon Ryan P Lista delle riserve - Robert Ferguson WR (IR) - Abdul Hodge ILB (IR) - Tory Humphrey TE (IR) - Johnny Jolly DT (IR) - Aaron Rodgers QB (IR) Squadra di allenamento - Alvin Nnabuife FS - Adam Stenavich G - Tramon Williams CB |
| Legenda - I rookie sono in corsivo. - Il primo ruolo è il principale mentre gli eventuali successivi indicano i ruoli secondari. - (IR) sta per Injured Reserve ed indica la lista ristretta per un solo giocatore infortunato che può tornare ad allenarsi dopo la settimana 6 e a rientrare in prima squadra dopo che questa ha giocato 8 partite. - (NF-Inj.) / (NF-Ill.) stanno rispettivamente per Non-Football Injured e Non-Football Illness ed indicano le liste dove viene inserito un giocatore che ha un infortunio o una malattia non dipendente dal football americano. - (PUP) sta per Physically Unable to Perform ed indica la lista dove viene inserito un giocatore mentre è in attesa di recuperare la condizione fisica. Nella stagione regolare dopo la sesta partita giocata dalla propria squadra, il giocatore ha tempo tre settimane per riprendere ad allenarsi, più tre settimane aggiuntive dal suo rientro agli allenamenti per rientrare in prima squadra. |

## Calendario
| Stagione regolare |                    |                        |                    |                              |                    |
| Turno             | Data               | Avversario             | Risultato          | Record                       | Stadio             |
| 1                 | 10 settembre 2006  | Chicago Bears          | S 0–26             | Lambeau Field                | 0–1                |
| 2                 | 17 settembre 2006  | New Orleans Saints     | S 27–34            | Lambeau Field                | 0–2                |
| 3                 | 24 settembre 2006  | at Detroit Lions       | V 31–24            | Ford Field                   | 1–2                |
| 4                 | 2 ottobre 2006     | at Philadelphia Eagles | S 9–31             | Lincoln Financial Field      | 1–3                |
| 5                 | 8 ottobre 2006     | St. Louis Rams         | S 20–23            | Lambeau Field                | 1–4                |
| 6                 | Settimana di pausa | Settimana di pausa     | Settimana di pausa | Settimana di pausa           | Settimana di pausa |
| 7                 | 22 ottobre 2006    | at Miami Dolphins      | V 34–24            | Dolphin Stadium              | 2–4                |
| 8                 | 29 ottobre 2006    | Arizona Cardinals      | V 31–14            | Lambeau Field                | 3–4                |
| 9                 | 5 novembre 2006    | at Buffalo Bills       | S 10–24            | Ralph Wilson Stadium         | 3–5                |
| 10                | 12 novembre 2006   | at Minnesota Vikings   | V 23–17            | Hubert H. Humphrey Metrodome | 4–5                |
| 11                | 19 novembre 2006   | New England Patriots   | S 0–35             | Lambeau Field                | 4–6                |
| 12                | 27 novembre 2006   | at Seattle Seahawks    | S 24–34            | Qwest Field                  | 4–7                |
| 13                | 3 dicembre 2006    | New York Jets          | S 10–38            | Lambeau Field                | 4–8                |
| 14                | 10 dicembre 2006   | at San Francisco 49ers | V 30–19            | Monster Park                 | 5–8                |
| 15                | 17 dicembre 2006   | Detroit Lions          | V 17–9             | Lambeau Field                | 6–8                |
| 16                | 21 dicembre 2006   | Minnesota Vikings      | V 9–7              | Lambeau Field                | 7–8                |
| 17                | 31 dicembre 2006   | at Chicago Bears       | V 26–7             | Soldier Field                | 8–8                |

Note: gli avversari della propria division sono in grassetto.

## Classifiche
| NFC North         |    |    |   |      |     |      |     |     |     |
|                   | V  | S  | P | %    | DIV | CONF | PF  | PS  | STR |
| (1) Chicago Bears | 13 | 3  | 0 | .812 | 5–1 | 11–1 | 427 | 255 | S1  |
| Green Bay Packers | 8  | 8  | 0 | .500 | 5–1 | 7–5  | 301 | 366 | V4  |
| Minnesota Vikings | 6  | 10 | 0 | .375 | 2–4 | 6–6  | 282 | 387 | S3  |
| Detroit Lions     | 3  | 13 | 0 | .188 | 0–6 | 2–10 | 305 | 398 | V1  |